# Académie des sciences de Saint-Pétersbourg
L'Académie impériale des sciences de Saint-Pétersbourg est l'académie russe des sciences et des arts de 1724 à 1917. Elle fut fondée par Pierre le Grand, par décret du sénat russe, le 28 janvier 1724 (8 février dans le calendrier grégorien), en même temps que l'université impériale de Saint-Pétersbourg.

## Dénomination
Au fil des ans l'Académie a porté plusieurs noms officiels :
- 1724 : Académie des sciences et des arts appliqués ;
- 1747 : Académie impériale des sciences et des arts appliqués de Saint-Pétersbourg ;
- 1803 : Académie impériale des sciences ;
- 1836 : Académie impériale des sciences de Saint-Pétersbourg ;
- 1917 : Académie des sciences de Russie.

## Histoire
Parmi les savants invités à venir y travailler, il y avait notamment les mathématiciens Leonhard Euler, Christian Goldbach, Nicolas et Daniel Bernoulli, les embryologistes Kaspar Friedrich Wolff et Karl Ernst von Baer, l'astronome et géographe Joseph-Nicholas Delisle, le physicien Georg Wolfgang Krafft, l'historien Gerhard Friedrich Müller et le polymathe Mikhaïl Lomonossov.
Des scientifiques de l'académie étaient également à la tête, ou parmi les participants actifs, d'expéditions destinées à explorer des territoires reculés du pays, dont la seconde expédition du Kamtchatka de Vitus Béring (1733-1743) ou l'expédition de Sibérie de Peter Simon Pallas. Elle publie en français le Bulletin de l'Académie impériale des sciences de Saint-Pétersbourg.

## Présidents
Le président n'était pas élu : il était nommé par l'empereur. Ce qui fait que nombre d'entre eux n'étaient pas des scientifiques. Dans les faits, l'Académie était dirigée par le directeur.
Le premier président fut Laurentius Blümentrost (1692-1755), fondateur de l'Académie et médecin de Pierre Ier. Après 1727, il confie sa gestion au secrétaire de l'Académie : Johann Daniel Schumacher. Blümentrost fini par quitter la présidence après être tombé en disgrâce en 1733.
Son successeur, von Keyserling, commence à rédiger la première constitution de l'Académie.
Le premier président russe de l'Académie fut le comte Kirill Razoumovski, frère cadet du favori de l'impératrice Élisabeth Petrovna. Il devient président à 18 ans. À 22 ans il devient hetman des cosaques zaporogues et vit à Gloukhov de 1750 à 1764. Durant les quinze premières années de sa présidence, les affaires de l'Académie sont gérées par son directeur Grigory Teplov (en). Malgré le déshonneur d'avoir laissé l'Académie dirigée par les directeurs, il est resté à sa tête pendant 52 ans, soit plus longtemps qu'aucun autre président.
La princesse Catherine Dachkov (1783-1796) fut la première femme directrice de l'Académie. Elle dirigeait également l'Académie impériale de Russie, créée en 1783.
Pavel Bakounine fut vice-directeur de l'Académie à 18 ans, et en devint directeur à 20 ans.
Alexeï Rjevski devient vice-directeur en 1772 puis directeur, après le départ d'Orlov.

### Liste des présidents
Le premier niveau liste les présidents, le second niveau les directeurs et le troisième niveau les vice-directeurs :
- 7 décembre 1725 - 6 juin 1733 : Laurentius Blümentrost ;
- 9 août 1733 - 23 septembre 1734 : Herman Karl von Keyserling ;
- 23 septembre 1734 - 27 mars 1740 : Johann Albrecht von Korff ;
- 24 avril 1740 - 15 avril 1741 : Karl von Brevern (de) ;
- 21 mais 1746 - 15 avril 1798 : Kirill Razoumovski ;
  - 5 octobre 1766 - 5 décembre 1774 : Vladimir Grigorievitch Orlov ;
    - 29 mai 1771 - 25 octobre 1773 : Alexeï Adreievitch Rjevski ;

  - 1er juillet 1775 - 15 janvier 1783 : Sergueï Hermasinovitch Domachnev ;
  - 24 janvier 1783 - 12 novembre 1796 : Catherine Dachkov ;
    - 12 août 1794 - 12 novembre 1796 : Pavel Petrovitch Bakounine ;

  - 12 novembre 1796 - 8 avril 1798 : Pavel Petrovitch Bakounine ;
- 15 avril 1798 - 6 février 1803 : Ludwig Heinrich von Nicolay ;
- 14 février 1803 - 3 avril 1810 : Nikolaï Novossiltsev ;
- 12 janvier 1818 - 4 septembre 1855 : Sergueï Ouvarov ;
- 26 novembre 1855 - 19 février 1864 : Dimitri Nikolaïevitch Bloudov ;
- 23 février 1864 - 25 avril 1882 : Friedrich von Lütke ;
- 25 avril 1882 - 25 avril 1889 : Dimitri Andreïevitch Tolstoï ;
- 3 mai 1889 - 2 juin 1915 : Constantin Constantinovitch de Russie.